# Gyanendra del Nepal
Gyanendra Bir Bikram Shah Dev (ज्ञानेन्द्र वीर विक्रम शाहदेव - Jñānendra Vīra Vikrama Śāhadeva; Katmandu, 7 luglio 1947) è stato l'ultimo Re del Nepal.
Regnò una prima volta dal novembre 1950 al gennaio 1951 e nuovamente dal 4 giugno 2001 al 28 maggio 2008. Ottenne il trono per la seconda volta in seguito alla morte del nipote Dipendra, il quale fu a sua volta re per soli tre giorni nonostante fosse entrato in coma, per un tentativo di suicidio, in seguito alla strage da lui perpetrata contro il padre Birendra e altri membri della famiglia reale.
Nel febbraio 2005 re Gyanendra, in un tentativo di risolvere la questione maoista, sciolse il governo ed esercitò il potere esecutivo fino all'aprile 2006, quando il movimento democratico e le pressioni internazionali lo costrinsero a concedere il ritorno alla democrazia multipartitica prima del tempo da lui previsto. Con l'entrata in vigore della Costituzione provvisoria del Nepal (2007) la figura del monarca fu svuotata sia del potere politico sia di quello militare e religioso, per cui le funzioni del capo dello Stato furono provvisoriamente esercitate fino al 2008 dal Primo ministro in attesa delle elezioni per l'Assemblea Costituente nepalese.
Nel dicembre 2007 il Parlamento approvò la trasformazione del Nepal in Repubblica, che avvenne il 28 maggio 2008.

## Biografia
Figlio secondogenito del re Mahendra e della principessa Indra, è anche il fratello minore del defunto Birendra, il sovrano assassinato nel 2001.

### Primo periodo di regno e giovinezza
Durante l'esilio in India del nonno Tribhuvan e del resto della famiglia per ragioni politiche, Gyanendra fu dichiarato re all'età di soli tre anni nel novembre 1950 pur non essendo riconosciuto tale dalla comunità internazionale. Nel gennaio 1951 Tribhuvan tornò dall'esilio e riassunse la corona nepalese, con la conseguente deposizione di Gyanendra.
Gyanendra studiò a Cambridge (Inghilterra), Darjeeling (India) e nel 1969 si laureò alla Università Tribhuvan di Katmandu. Sposò Komal Rajya Lakshmi Devi (sua cugina di secondo grado) il 1º maggio 1970 divenendo padre di due figli: il principe ereditario Paras (nato il 30 dicembre 1971) e la principessa Prerana (nata il 20 febbraio 1978).

### Reggente
Il 1º giugno 2001, durante una congiura di palazzo, furono assassinati il re Birendra, la regina Aishwarya ed altri numerosi parenti ad opera, secondo le cronache ufficiali, del loro primogenito Dipendra. Gyanendra non era presente, mentre la moglie Komal ed il figlio Paras furono tra le poche personalità della famiglia reale uscite quasi illese dal massacro. In seguito alla morte di Dipendra, avvenuta il 4 giugno 2001 dopo un'agonia di tre giorni per un tentativo di suicidio, Gyanendra, che aveva assunto la reggenza, ascese al trono. Il giorno stesso venne celebrata una cerimonia di insediamento sobria, dato il clima di lutto, nell'antico palazzo reale dell'Hanuman Dokha.

### Secondo periodo di regno
Gyanendra ascese al trono in un periodo particolarmente difficile per la storia del Nepal, sconvolto dal massacro della famiglia reale, lacerato moralmente, socialmente ed economicamente dalla sanguinaria guerriglia maoista e privo di una guida politica autorevole a causa delle profonde divisioni tra i dirigenti dei maggiori partiti democratici. Ai problemi di ordine interno si sommavano le difficoltà della situazione internazionale, in particolare dell'antica e crescente rivalità tra Cina e India, tra le quali si incunea lo Stato himalayano.
In questo contesto, tra il 2002 ed il 2005 Gyanendra scelse e licenziò diversi capi dell'esecutivo ed infine, dopo i crescenti disaccordi con il primo ministro Deuba principalmente a causa dell'insuccesso nelle trattative con la guerriglia maoista, il 1º febbraio 2005 sciolse il governo, dichiarò lo stato d'emergenza, soppresse alcune libertà costituzionali e formò un Consiglio dei ministri da lui presieduto composto da persone di sua stretta fiducia (fra loro il Console Onorario d'Italia, Ravi Bhakta Shrestha). L'atto fu accolto inizialmente con grande favore dall'opinione pubblica nepalese, che, specialmente nella capitale, era più volte scesa in piazza per richiedere le dimissioni dei politici e perché il re assumesse direttamente il controllo della situazione. Da un punto di vista giuridico, l'atto del re si fondava sull'applicazione dei poteri straordinari derivanti dall'art.115 della Costituzione del 1990, ora abrogata, che prevedeva la possibilità da parte del Sovrano della sospensione pro tempore dei seguenti articoli: 12 (libertà personale, di opinione, di espressione, di riunione e associazione), 13 (diritto di stampa e pubblicazione), 15 (diritto contro la detenzione preventiva), 16 (diritto all'informazione), 17 (diritto alla proprietà), 22 (diritto alla privacy) e 23 (diritto alla protezione Costituzionale).
(Regio proclama del 1º febbraio 2005)
Gyanendra promise in un discorso che la "pace e la democrazia effettiva" sarebbero state ripristinate "entro tre anni", ritenuti necessari per debellare la rivolta maoista, mentre le organizzazioni internazionali esprimevano preoccupazioni riguardo alla sicurezza dei giornalisti e degli attivisti per i diritti umani. Nell'ottobre 2005 aveva auspicato per l'anno 2007 lo svolgimento delle elezioni politiche, pur non godendo dell'appoggio dei principali partiti, dai quali era visto come un autocrate e dittatore. Pushpa Kamal Dahal, capo dei guerriglieri del partito maoista, aveva già allora ipotizzato l'instaurazione di un sistema repubblicano entro il 2011.
Nell'aprile del 2006 i dimostranti dei sette partiti d'opposizione organizzarono manifestazioni e scioperi a Kathmandu contro il governo diretto di re Gyanendra, che rispose dichiarando la legge marziale ed il coprifuoco. Questi eventi sortirono la condanna e le pressioni diplomatiche di altri Stati. Tra questi, l'India, preoccupata dal ruolo crescente che la Cina stava assumendo nella politica nepalese, e gli Stati Uniti richiesero che il sovrano effettuasse delle concessioni o abdicasse. Dopo alcune settimane di scontri, il 21 aprile 2006 Gyanendra rinunciò al potere esecutivo.
(Regio proclama del 21 aprile 2006)
I partiti d'opposizione furono invitati a designare un nuovo Primo ministro e la scelta cadde sul veterano Girija Prasad Koirala, che formò un governo provvisorio di unità nazionale.

### Dopo la proclamazione della Repubblica
Tra il 2006 ed il 2007 i poteri del Sovrano furono revocati dal governo provvisorio, compresi quelli di veto sulle leggi. Il re esautorato, dopo aver lasciato il palazzo reale di Narayanhiti (Kathmandu) per una residenza privata, mantenne temporaneamente solo il trono e la corona. Il 28 dicembre 2007 il Parlamento nepalese approvò a grande maggioranza una risoluzione per l'abolizione della monarchia, aprendo la strada alla proclamazione della Repubblica Federale Democratica, avvenuta il 28 maggio 2008.
Gyanendra Shah vive ora da privato cittadino nella tenuta di Nagarjuna, un complesso situato nei boschi a nord di Kathmandu, che costituiva il ritiro estivo dei monarchi nepalesi prima della nazionalizzazione da parte del governo. All'ex re ed alla sua consorte è stato concesso solo l'uso degli edifici principali, e non di tutta l'area circostante costituita da 15000 ropani (ca. 7631 Km2) di foresta.
Dalla proclamazione della repubblica, dopo una breve dichiarazione alla stampa nella quale riassumeva i suoi anni di regno e declinava ogni coinvolgimento nel massacro reale del 2001, Gyanendra ha vissuto in assoluta riservatezza; ruppe il riserbo soltanto riguardo alla crisi del tempio di Pashupatinath, manifestando serie preoccupazioni per il processo di secolarizzazione messo in atto dal partito maoista.

#### Visita in India
Dal 25 febbraio al 25 marzo 2009, Gyanendra ha effettuato la sua prima visita all'estero dalla sua deposizione. L'occasione del lungo soggiorno in India è stata offerta dal matrimonio della principessa Manjari di Kalahandi con il nobile Anant Vijay Singh, appartenente ad una famiglia reale di Bhopal. Gyanendra, che è stato accolto all'aeroporto di Bhopal dal ministro di Stato per i lavori pubblici del Madhya Pradesh, Narendra Singh, ha avuto modo di incontrare i maggiori politici indiani.
Si ritiene che l'oggetto principale degli incontri sia stato il problema della secolarizzazione in Nepal. Tuttavia, per il governo maoista, il soggiorno indiano di Gyanendra, avvenuta in contemporanea con quello di esponenti del Partito del Congresso Nepalese, è in realtà volto a destabilizzare la neonata repubblica. In effetti, il 19 marzo 2009 Gyanendra è stato ricevuto dal presidente del Congresso Sonia Gandhi, che qualche giorno prima non aveva accordato udienza all'ex primo ministro e presidente del Partito del Congresso Nepalese Girija Prasad Koirala.
La contemporanea presenza in India di Gyanendra e di Koirala ha sollevato timori di complotto negli ambienti maoisti.
Tra i numerosi politici incontrati, Gyanendra ha avuto un colloquio con Lal Krishna Advani, a capo del Partito Popolare Indiano.

#### Crescente sostegno popolare
Dopo la visita in India, Gyanendra ha continuato a mantenere un profilo sobrio, evitando di rilasciare interviste o messaggi di carattere strettamente politico, pur confermando la sua disponibilità a rimettersi al servizio del Nepal qualora vi fosse richiamato dal popolo.
A partire dal marzo 2010, in un contesto di accentuata crisi della neonata repubblica nepalese per le incapacità della Assemblea costituente di redigere la nuova costituzione e per le aspre divergenze tra i maggiori partiti in merito alla formazione dei governi, accogliendo le richieste provenienti dalla società civile nepalese, Gyanendra ha cominciato ad intensificare la sua partecipazione alle cerimonie religiose e alle attività culturali e benefiche in tutto il paese, incontrando la più viva accoglienza popolare. Lo stesso Paras, un tempo inviso alla popolazione, dopo un periodo a Singapore è rientrato stabilmente in Nepal ed ha aumentato la sua partecipazione ad eventi religiosi e culturali.
A fine agosto 2010 Kamal Thapa, presidente dell'unico partito (RPP-N) dichiaratamente monarchico all'assemblea costituente, ha annunciato la disponibilità di Prachanda ad accettare la formula della monarchia cerimoniale, poi in parte smentita dalla stampa maoista.
In questo clima, il 9 settembre 2010, Gyanendra ha partecipato all'apertura delle festività religiose nella città di Biratnagar, roccaforte del Partito del Congresso Nepalese, i cui notabili furono tra i principali responsabili del rovesciamento dell'istituto monarchico. Mentre i maoisti, dopo avere minacciato imponenti dimostrazioni di protesta, si sono astenuti dall'organizzarle - cosa che è stata letta come una conferma dei negoziati tra monarchici e maoisti - l'accoglienza della popolazione è andata al di là di ogni attesa.

#### Seconda visita in India
Dal 15 novembre al 6 dicembre 2010 Gyanendra ha effettuato una seconda visita in India. Anche in questo caso, l'occasione della lunga permanenza in India è stata offerta dal matrimonio di un suo parente, il principe Shivraj Singh (1975), figlio di Gaj Singh maragià titolare di Jodhpur e di Hemalata di Poonch, cugina di Gyanendra, con Gayatri Kumari, figlia di Bhanu Raj Singh Pal Rajwar di Askot.
Dopo il matrimonio e il pellegrinaggio in alcuni centri di culto indù, Gyanendra, che ha dovuto estendere da due a tre le settimane di permanenza in India al fine di incontrare le numerose alte personalità politiche che ne hanno fatto richiesta, ha intrattenuto colloqui con il presidente del Partito del Congresso Indiano Sonia Gandhi, con il primo ministro indiano Manmohan Singh e con il capo dell'opposizione Lal Krishna Advani.
Gli incontri hanno avuto per oggetto la critica situazione politica del Nepal, il cui primo ministro Madhav Kumar Nepal era dimissionario dal giugno 2010.

## Discendenza
Gyanendra e sua moglie la regina Komal Rajya Lakshmi Devi ebbero due figli:
1. Principe Paras (30 dicembre 1971 – vivente; 49 anni), si sposò con Himani Rajya Lakshmi Devi ed ebbe figli;
2. Principessa Prerana (20 febbraio 1978 – vivente; 43 anni), si sposò con Kumar Raj Bahadur Singh ed ebbe figli.

## Genealogia
|                                                                      |                                                                |                                                               | Genitori       |  |  | Nonni |  |  | Bisnonni                                      |  |  | Trisnonni                                |  |
|                                                                      |                                                                |                                                               |                |  |  |       |  |  | Prithvi Prithvi Bir Bikram Shah, re del Nepal |  |  | Trailokya, Principe ereditario del Nepal |  |
|                                                                      |                                                                |                                                               |                |  |  |       |  |  | Prithvi Prithvi Bir Bikram Shah, re del Nepal |  |  | Trailokya, Principe ereditario del Nepal |  |
|                                                                      |                                                                | Lalit Rajya Lakshmi Devi                                      |                |  |  |       |  |  | Prithvi Prithvi Bir Bikram Shah, re del Nepal |  |  |                                          |  |
| Tribhuvan Bir Bikram Shah Dev, re del Nepal                          |                                                                |                                                               |                |  |  |       |  |  | Prithvi Prithvi Bir Bikram Shah, re del Nepal |  |  |                                          |  |
|                                                                      |                                                                | Divyeshwari Rajya Lakshmi Devi, principessa Rajput del Punjab | …              |  |  |       |  |  |                                               |  |  |                                          |  |
|                                                                      |                                                                | Divyeshwari Rajya Lakshmi Devi, principessa Rajput del Punjab | …              |  |  |       |  |  |                                               |  |  |                                          |  |
|                                                                      |                                                                | Divyeshwari Rajya Lakshmi Devi, principessa Rajput del Punjab | …              |  |  |       |  |  |                                               |  |  |                                          |  |
| Mahendra Bir Bikram Shah Dev, re del Nepal                           |                                                                | Divyeshwari Rajya Lakshmi Devi, principessa Rajput del Punjab |                |  |  |       |  |  |                                               |  |  |                                          |  |
|                                                                      |                                                                | Arjan Singh Sahib, Raja di Chhatara, Barhgaon e Oudh          | …              |  |  |       |  |  |                                               |  |  |                                          |  |
|                                                                      |                                                                | Arjan Singh Sahib, Raja di Chhatara, Barhgaon e Oudh          | …              |  |  |       |  |  |                                               |  |  |                                          |  |
|                                                                      |                                                                | Arjan Singh Sahib, Raja di Chhatara, Barhgaon e Oudh          | …              |  |  |       |  |  |                                               |  |  |                                          |  |
| Kanti Rajya Lakshmi Devi                                             |                                                                | Arjan Singh Sahib, Raja di Chhatara, Barhgaon e Oudh          |                |  |  |       |  |  |                                               |  |  |                                          |  |
|                                                                      |                                                                | Krishnavati Devi Sahiba                                       | …              |  |  |       |  |  |                                               |  |  |                                          |  |
|                                                                      |                                                                | Krishnavati Devi Sahiba                                       | …              |  |  |       |  |  |                                               |  |  |                                          |  |
|                                                                      |                                                                | Krishnavati Devi Sahiba                                       | …              |  |  |       |  |  |                                               |  |  |                                          |  |
| Gyanendra Bir Bikram Shah Dev                                        |                                                                | Krishnavati Devi Sahiba                                       |                |  |  |       |  |  |                                               |  |  |                                          |  |
|                                                                      | Juddha Shamsher Jang Bahadur Rana, Maragià di Lambjang e Kaski | Dhir Shamsher Jang Bahadur Rana, Maragià di Lambjang e Kaski  |                |  |  |       |  |  |                                               |  |  |                                          |  |
|                                                                      | Juddha Shamsher Jang Bahadur Rana, Maragià di Lambjang e Kaski | Dhir Shamsher Jang Bahadur Rana, Maragià di Lambjang e Kaski  |                |  |  |       |  |  |                                               |  |  |                                          |  |
|                                                                      | Juddha Shamsher Jang Bahadur Rana, Maragià di Lambjang e Kaski | Juhar Kumari Devi                                             |                |  |  |       |  |  |                                               |  |  |                                          |  |
| Hari Shamsher Jang Bahadur Rana, Maragià di Lambjang e Kaski         | Juddha Shamsher Jang Bahadur Rana, Maragià di Lambjang e Kaski |                                                               |                |  |  |       |  |  |                                               |  |  |                                          |  |
|                                                                      |                                                                | Jetha Bada Maharani Padma Kumari, degli Shah di Gulmi         | N. Bikram Shah |  |  |       |  |  |                                               |  |  |                                          |  |
|                                                                      |                                                                | Jetha Bada Maharani Padma Kumari, degli Shah di Gulmi         | N. Bikram Shah |  |  |       |  |  |                                               |  |  |                                          |  |
|                                                                      |                                                                | Jetha Bada Maharani Padma Kumari, degli Shah di Gulmi         | …              |  |  |       |  |  |                                               |  |  |                                          |  |
| Indra Rajya Lakshmi Devi, della Casa dei Rana                        |                                                                | Jetha Bada Maharani Padma Kumari, degli Shah di Gulmi         |                |  |  |       |  |  |                                               |  |  |                                          |  |
|                                                                      |                                                                | N. Bikram Shah                                                | N. Bikram Shah |  |  |       |  |  |                                               |  |  |                                          |  |
|                                                                      |                                                                | N. Bikram Shah                                                | N. Bikram Shah |  |  |       |  |  |                                               |  |  |                                          |  |
|                                                                      |                                                                | N. Bikram Shah                                                | …              |  |  |       |  |  |                                               |  |  |                                          |  |
| Megha Kumari Rajya Lakshmi, sorella del colonnello Mohan Bikram Shah |                                                                | N. Bikram Shah                                                |                |  |  |       |  |  |                                               |  |  |                                          |  |
|                                                                      |                                                                | …                                                             | …              |  |  |       |  |  |                                               |  |  |                                          |  |
|                                                                      |                                                                | …                                                             | …              |  |  |       |  |  |                                               |  |  |                                          |  |
|                                                                      |                                                                | …                                                             | …              |  |  |       |  |  |                                               |  |  |                                          |  |
|                                                                      |                                                                | …                                                             |                |  |  |       |  |  |                                               |  |  |                                          |  |